# 李庆军
李庆军（1965年8月17日—2022年12月1日），云南丽江人，中国植物生态学家，中国科学院西双版纳热带植物园研究员，博士生导师。

## 生平
1965年，李庆军生于丽江，在中甸县（今香格里拉市）长大。1983年7月毕业于中甸县第一中学，同年考入考入云南大学生物系植物学专业，1987年6月毕业。之后长期在中国科学院西双版纳热带植物园工作，曾担任植物园副主任、纪委书记。2002年6月在中国科学院昆明植物研究所获博士学位。2016年9月到云南大学任研究员，曾担任生态与环境学院院长。2002年获国家杰出青年科学基金；2007年入选中国科学院“百人计划”。
2022年12月1日，患食道癌在昆明去世，享年57岁，遗体按其遗愿捐献给云南大学。